# Église Saint-Jacques-le-Majeur de Chastanier
Pour les articles homonymes, voir Église Saint-Jacques-le-Majeur.
L'église Saint-Jacques-le-Majeur est une église catholique romaine située à Chastanier, en France.

## Localisation
L'église est située sur la commune de Chastanier, dans le département français de la Lozère.

## Historique
L'édifice est inscrit au titre des monuments historiques en 1932.